# Thiên Trường, Trừ Châu
Thiên Trường (chữ Hán giản thể: 天长市, Hán Việt: Thiên Trường thị) là một thành phố cấp huyện thuộc địa cấp thị Trừ Châu, tỉnh An Huy, Cộng hòa Nhân dân Trung Hoa. Thành phố này có dân số 601.391 người (năm 1999). Về mặt hành chính, thành phố Thiên Trường được chia thành 4 nhai đạo biện sự xứ, 16 trấn, 8 hương.

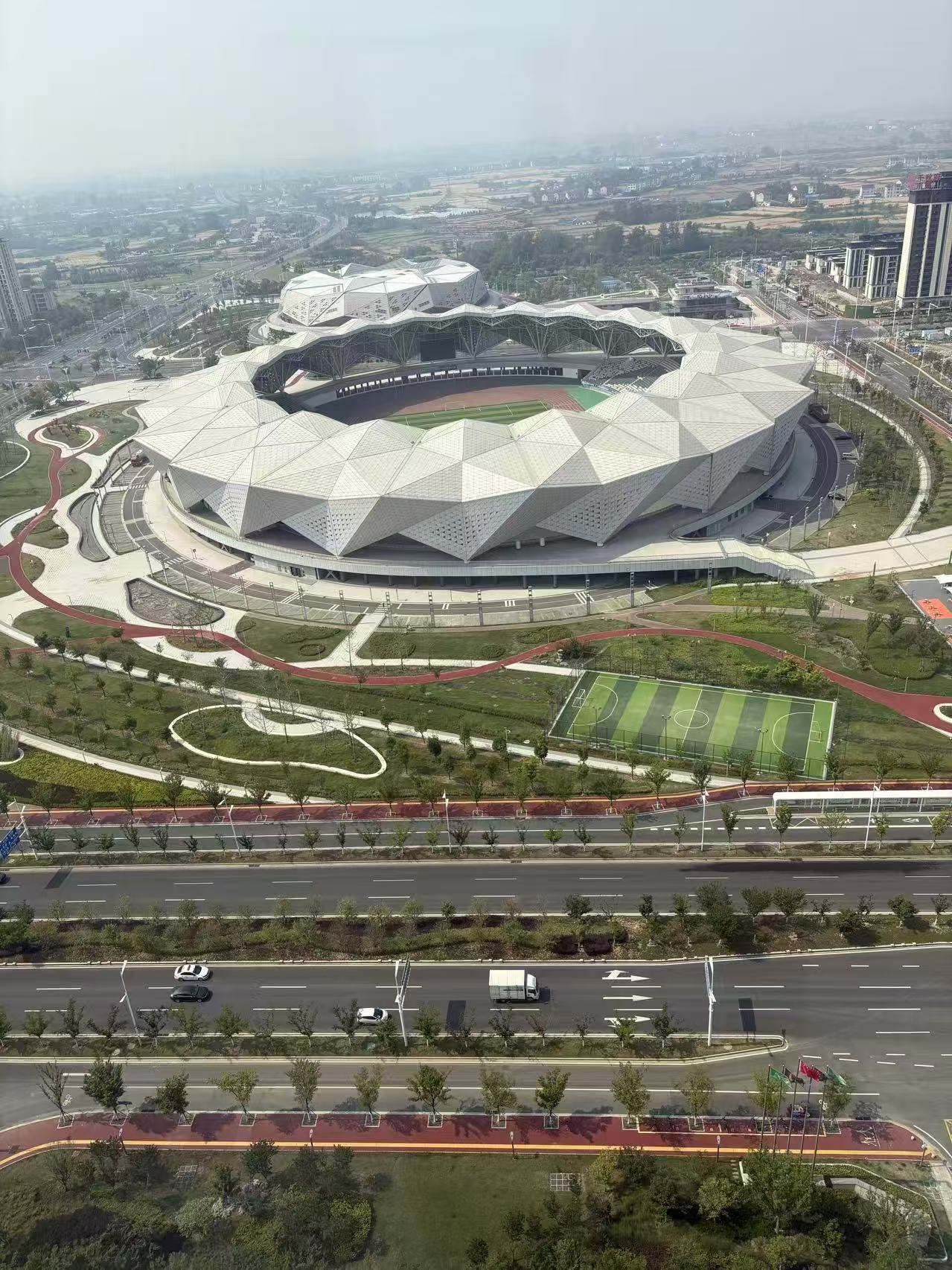
Tianchang stadium

- Nhai đạo biện sự xứ: Thiên Trường, Vĩnh Phong, Thành Nam, Kiều Loan.
- Trấn: Đồng Thành, Tần Lan, Xá Gian, Đại Thông, Trường Thôn, Thạch Lương, Kim Tập, Dã Sơn, Trịnh Tập, Trương Phô, Nhân Hoà, Tân Nhai, Vạn Thọ.
- Hương: